# Нишане

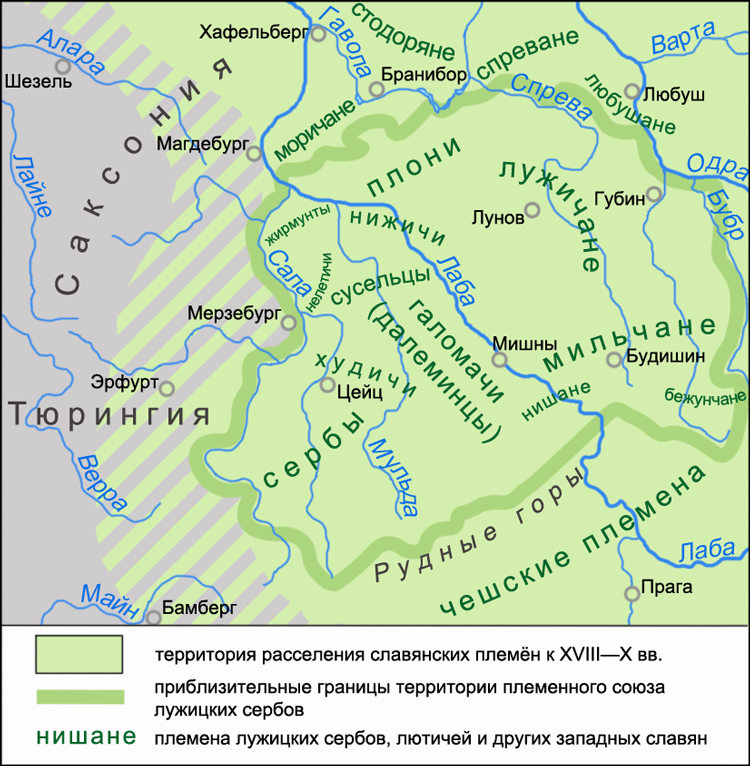
Племя нишан на карте размещения лужицкосербских племён в VIII—X вв.

Ни́шане (лат. Nisane, пол. Niżanie, Niszanie) — средневековое западнославянское племя, входившее вместе с далеминцами, сорбами, лужичанами, мильчанами, сусельцами и другими племенами в состав одного из трёх крупных объединений полабских славян — союз племён лужицких сербов. Нишане являются одними из предков лужичан, славянского народа на востоке Германии.
Как точно называлось племя — «нишане» или «нижане» неизвестно, поскольку записи в хрониках можно прочесть и так, и так. В первом случае название происходит, вероятно, от реки Нисы, во втором — от слов «низ», «низина».
Во второй половине I тысячелетия племя нишан занимало земли по обоим берегам Эльбы к северу от Рудных гор в районе города Дрезден на территории современной Германии (федеральная земля Саксония). К западу от нишан на реке Эльбе размещалось племя далеминцев (гломачей), земли к северу и востоку от нишан занимало племя мильчан, к югу находились области расселения чехов.
Расширение территории сербского племенного союза к IX веку привело к распространению этнонима сорбов в междуречье Зале (Салы) и Одера среди лужицких племён, включая нишан. В начале X века племена союза сорбов (в состав которых входили нишане) были покорены немцами часть из них впоследствии была германизирована, часть приняла участие в этногенезе лужичан.